# Giro di Campania 1945
Il Giro di Campania 1945, diciassettesima edizione della corsa, si svolse il 14 ottobre 1945 su un percorso di 230,9 km con partenza e arrivo a Napoli. Riservato a professionisti e indipendenti, fu vinto dall'italiano Gino Bartali, che completò il percorso in 7h09'01" precedendo per distacco i connazionali Primo Volpi e Quirino Toccaceli. Completarono la prova 12 ciclisti.

## Percorso
La corsa prese il via da Napoli e nella prima parte attraversò nell'ordine tra le altre Portici, Nocera Inferiore, Cava de' Tirreni, Salerno e Baronissi (km 60); da qui si affrontarono le prime salite, quella da Montoro per giungere ad Avellino (km 84) e quella della Serra per giungere a Benevento. Dal tale città diversi saliscendi condussero il gruppo a Caserta, e da qui verso la salita della Cappella Cangiani prima del traguardo posto su via Caracciolo a Napoli.

## Ordine d'arrivo
| Pos. | Corridore         | Squadra            | Tempo    |
| ---- | ----------------- | ------------------ | -------- |
| 1    | Gino Bartali      | Legnano            | 7h09'01" |
| 2    | Primo Volpi       | Viscontea          | a 1'52"  |
| 3    | Quirino Toccaceli | C.V. Appio         | a 10'20" |
| 4    | Adolfo Leoni      | Sebastiani Rieti   | s.t.     |
| 5    | Pietro Chiappini  | Viscontea          | s.t.     |
| 6    | Edoardo Taddei    | Viscontea          | s.t.     |
| 7    | Vincenzo Fausto   | -                  | s.t.     |
| 8    | Alfredo Martini   | S.C. Stefano Lando | a 13'00" |
| 9    | Antonio D'Amore   | -                  | a 13'30" |
| 10   | Pasquale Carbone  | -                  | a 14'00" |
| 11   | Giorgio Ruggero   | -                  | a 18'00" |
| 12   | Antonio Formigli  | -                  | a 20'00" |